# Marcello Truzzi
Marcello Truzzi, né le 6 septembre 1935 à Copenhague et mort le 2 février 2003 à Ann Arbor aux États-Unis, est l'un des cofondateurs du Committee for the Scientific Investigation of Claims of the Para normal (CSICOP). Directeur du Center for Scientific Anomalies Research, professeur de sociologie au New College of Florida et à l'université de l'Est du Michigan, il est qualifié comme « le sceptique des sceptiques » (the skeptic's skeptic) par Paul Kurtz. Truzzi faisait des recherches sur plusieurs protosciences et pseudosciences.

## Biographie
Truzzi est né à Copenhague, au Danemark. Sa famille, travailleurs du cirque, immigre aux États-Unis en 1944. Son père, Massimiliano Truzzi, est jongleur. Entre 1958 et 1960, Marcello Truzzi sert dans l'armée de terre des États-Unis. Il est naturalisé américain en 1961.
En 1978, il fonde le journal Zetetic scholar et participe à la création du CSICOP (Comité d'enquête scientifique des réclamations sur le paranormal, Committee for the Scientific Investigation of Claims of Paranormal), en co-direction avec Paul Kurtz. Le journal de Truzzi devient le journal officiel de l'organisme avec une nouvelle présentation et une nouvelle numérotation. Le principe de l'association et de la revue est de permettre aux différents acteurs des débats sur le paranormal (ufologie, parapsychologie, cryptozoologie, néo-astrologie etc). Les deux premiers numéros de la revue contiennent des articles présentant différents points de vue sur tel ou tel dossier. Mais une partie des membres du CSICOP conduite par Kurtz décide de mettre fin à cette politique et de transformer la revue du CSICOP en organe de réfutation des discours "parascientifiques". Environ un an plus tard, Truzzi quitte le CSICOP après un vote de non-confiance du conseil exécutif. Le comité exécutif du CSICOP a estimé qu'il existait déjà suffisamment d'organisations et de journaux dédiés à ces points de vue. Kendrick Frazier (en) fut nommé éditeur à la place de Truzzi et le nom du journal change à nouveau pour devenir le Skeptical Inquirer.
Après avoir quitté le CSICOP, Truzzi crée un nouveau journal, le Zetetic Scholar. Il y fait la promotion du terme zététique et le propose comme une alternative au terme scepticisme. Ce dernier terme est associé, selon lui, au pseudosceptiques.
Truzzi est sceptique à l'égard des chercheurs et démystificateurs qui se prononcent sur la validité ou non d'une affirmation avant de l'avoir expérimentée. Il accuse le CSICOP d'adopter un comportement de plus en plus antiscientifique. Dans une étude publiée en 1984 par la revue Social Studies of Science et traduite en 1993 dans un numéro de la revue Ethnologie française consacré aux débats sur les "parasciences", les sociologues Trevor Pinch et Harry Collins montrent qu'effectivement le modèle de la preuve scientifique mis en avant par le CSICOP ne fonctionne que tant qu'il prend la forme d'un argument rhétorique. Dès que le CSICOP essaie de l'appliquer sous la forme d'une démarche scientifique concrète, il se retrouve dans des situations inextricables. Pinch et Collins utilisent deux exemples de controverses dans lesquelles le CSICOP s'est mêlé de démonstration scientifique, les travaux de Michel Gauquelin sur la néo-astrologie (et plus particulièrement l'effet Mars) et sur la transmission de pensée . 

« Selon moi, ils ont tendance à bloquer les investigations honnêtes. La plupart d'entre eux ne sont pas agnostiques face aux affirmations paranormales ; ils sont là pour les démolir. [...] Lorsqu'une expérience paranormale rencontre ses objectifs, ils redéfinissent ces derniers. Par après, si l'expérience est fiable, ils diront que c'est une simple anomalie. »

— Marcello Truzzi
Truzzi affirme que les chercheurs du CSICOP placent la barre trop haut au niveau de la preuve à fournir dans les cas d'études d'anomalies ou du paranormal. Martin Gardner écrit : « Au cours des dernières années, il (Truzzi) est devenu un ami personnel de Uri Geller. Sans croire, selon ce que j'en comprends, que Geller possède des pouvoirs psychiques, il l'admire pour avoir fait fortune en prétendant qu'il n'est pas magicien »,.
Marcello Truzzi meurt du cancer le 2 février 2003.

## Pseudoscepticisme
Le pseudoscepticisme (pseudoskepticism) a été popularité et caractérisé par Marcello Truzzi en réponse au scepticisme scientifique qui, selon lui, fait des affirmations négatives sans porter le fardeau de prouver ces affirmations.
En 1987, lorsqu'il était professeur de sociologie à l'Université d'Eastern Michigan, Truzzi décrivit ainsi les pseudosceptiques dans le Zetetic Scholar :

« En science, le fardeau de la preuve revient à celui qui affirme et plus une affirmation est extraordinaire, plus grand est le fardeau de la preuve demandé. Le vrai sceptique a une attitude agnostique, c'est-à-dire qu'il considère une affirmation non-prouvée plutôt que démontrée fausse. Il prétend que l'affirmation n'a pas été prouvée et que la science doit continuer à construire ses cartes conceptuelles cognitives d'analyse de la réalité sans tenir compte de l'affirmation. Tant que le vrai sceptique ne fait pas d'affirmation, il n'a rien à prouver. Il ne fait que continuer à utiliser les théories scientifiques établies par les sciences conventionnelles. Cependant, si la critique affirme que l'affirmation a été démontrée fausse, qu'il a une hypothèse négative – disons, par exemple, qu'un résultat d'un test psi est dû à un artefact, il fait une affirmation et doit alors fournir la preuve de son assertion,. »

## «Affirmations extraordinaires»
« Et lorsque de telles affirmations sont extraordinaires, c'est-à-dire lorsqu'elles impliquent une révolution des théories scientifiques déjà établies et vérifiées, nous devons demander des preuves extraordinaires. »

— Marcello Truzzi, The Zetetic,
On résume souvent cette citation de Truzzi par la fameuse phrase « Des affirmations extraordinaires nécessitent des preuves extraordinaires » (Extraordinary claims require extraordinary proof), reprise plus tard par Carl Sagan dans la série Cosmos sous la forme Extraordinary claims require extraordinary evidence (principe de Sagan). 
Cette idée serait une reprise d'une citation de Pierre-Simon de Laplace : « Le poids de la preuve pour une affirmation extraordinaire doit être proportionnel à son degré d'étrangeté »,. Cette dernière citation pourrait elle-même être dérivée d'un postulat de David Hume : « Un homme intelligent modère par conséquent ses croyances selon les preuves »,.